# 玉里鎮

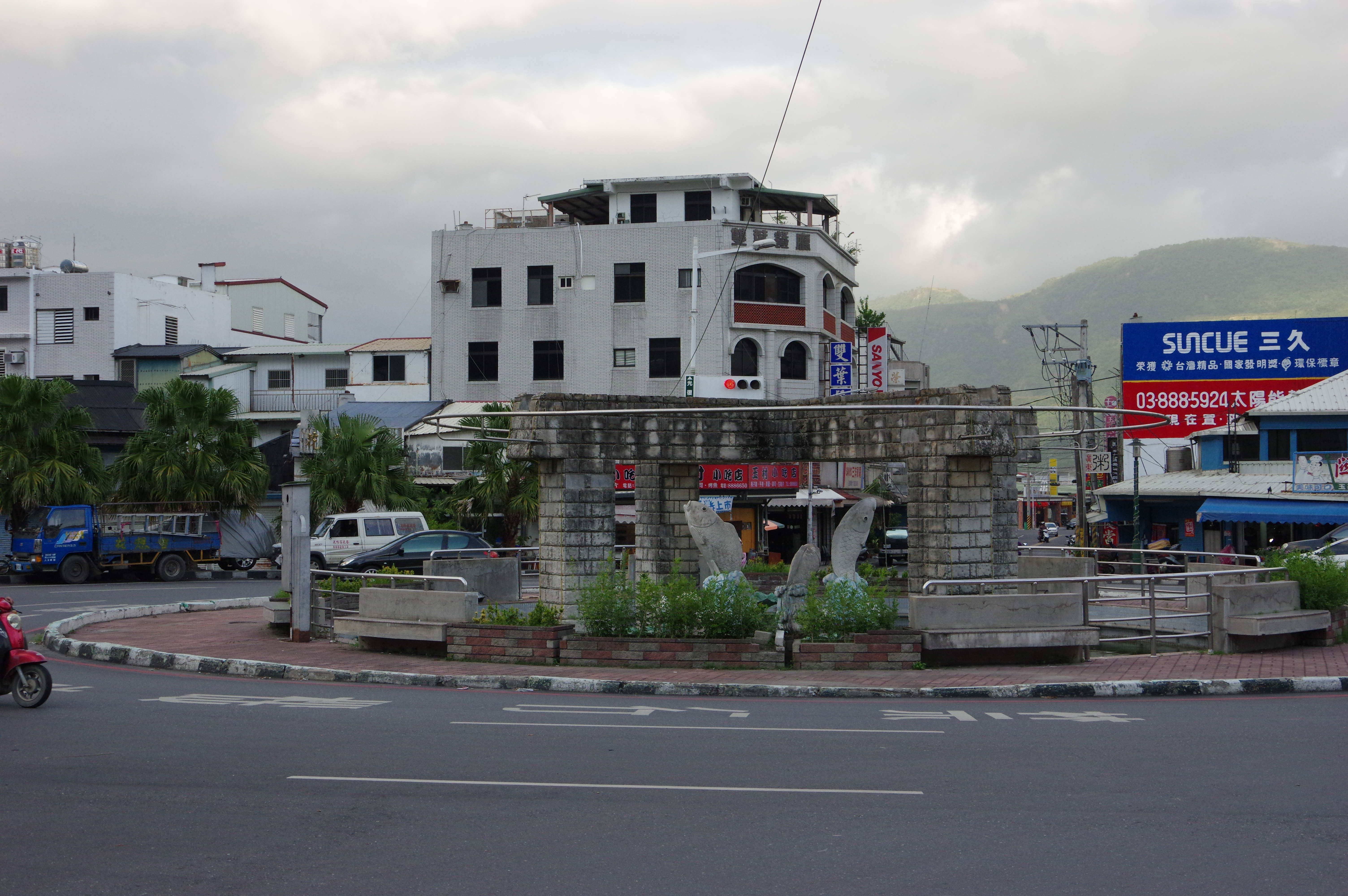
中心市街地にある玉里ロータリー

玉里鎮（ユーリー/ぎょくり/たまざと-ちん）は台湾花蓮県の鎮。

## 地理
玉里鎮は花蓮県南東部に位置し、北は瑞穂郷と、東は豊浜郷、台東県長浜郷と、西は卓渓郷と、南は富里郷とそれぞれ接している。花蓮県第3の都市であり、県南地区の中心となっている。花東縦谷に位置し、西側は中央山脈、東は海岸山脈と山に囲まれ、秀姑巒渓とその支流が流れている。

## 歴史
玉里鎮の旧名は「璞石閣（ポシコ）」と称する。その由来については諸説あるが、有力なものとしてはブヌン語の「風塵」に由来するとの説がある。これは秀姑巒渓が乾季に干上がり、風に吹かれて土塵が舞い上がることから命名されたというものである。ほかにもアミ語でワラビを意味する「パパコ」に由来するとの説もある。第3の説に1875年に台湾鎮総兵呉光亮が中央山脈を越え玉里に向かった際、秀姑巒渓のほとりで純白の玉石（大理石）を見つけ、磨かれていない石（璞石）のある場所に、「閣」楼街道を建築したことから「璞石閣」と命名されたというものである。
玉里鎮は古くはアミ族、ブヌン族、シラヤ族およびクバラン族の活動範囲の交差地帯であった。清末より中路（八通関古道）の開通に伴い開発が進み、日本統治時代には台東庁璞石閣区が設けられ、後に璞石閣支庁と改められた。1917年に花東線鉄道が開通すると、まだ磨いていないという意味の「璞」を取り除き、「玉里」と改称された。1920年の台湾地方制度改制の際に「玉里庄」が設置され、1937年に「玉里街」に昇格、花蓮港庁玉里郡に帰属した。戦後花蓮県玉里鎮と改編され現在に至っている。

## 行政区
| 里 |
| --- |
| 徳武里、春日里、松浦里、観音里、楽合里、源城里、東豊里、長良里、中城里、国武里、泰昌里、大禹里、啓模里、永昌里、三民里 |

## 歴代鎮長
| 代 | 氏名 | 任期 |
| -- | ---- | ---- |

## 教育

### 高級中学
- 国立玉里高級中学

### 国民中学
- 花蓮県立玉里国民中学
- 花蓮県立三民国民中学
- 花蓮県立玉東国民中学

## 交通
| 種別 | 路線名称 | その他        |
| ---- | -------- | ------------- |
| 鉄道 | 台東線   | 玉里駅 三民駅 |
| 省道 | 台9線    | 通称花東公路  |
| 省道 | 台30線   | 通称玉長公路  |

## 観光

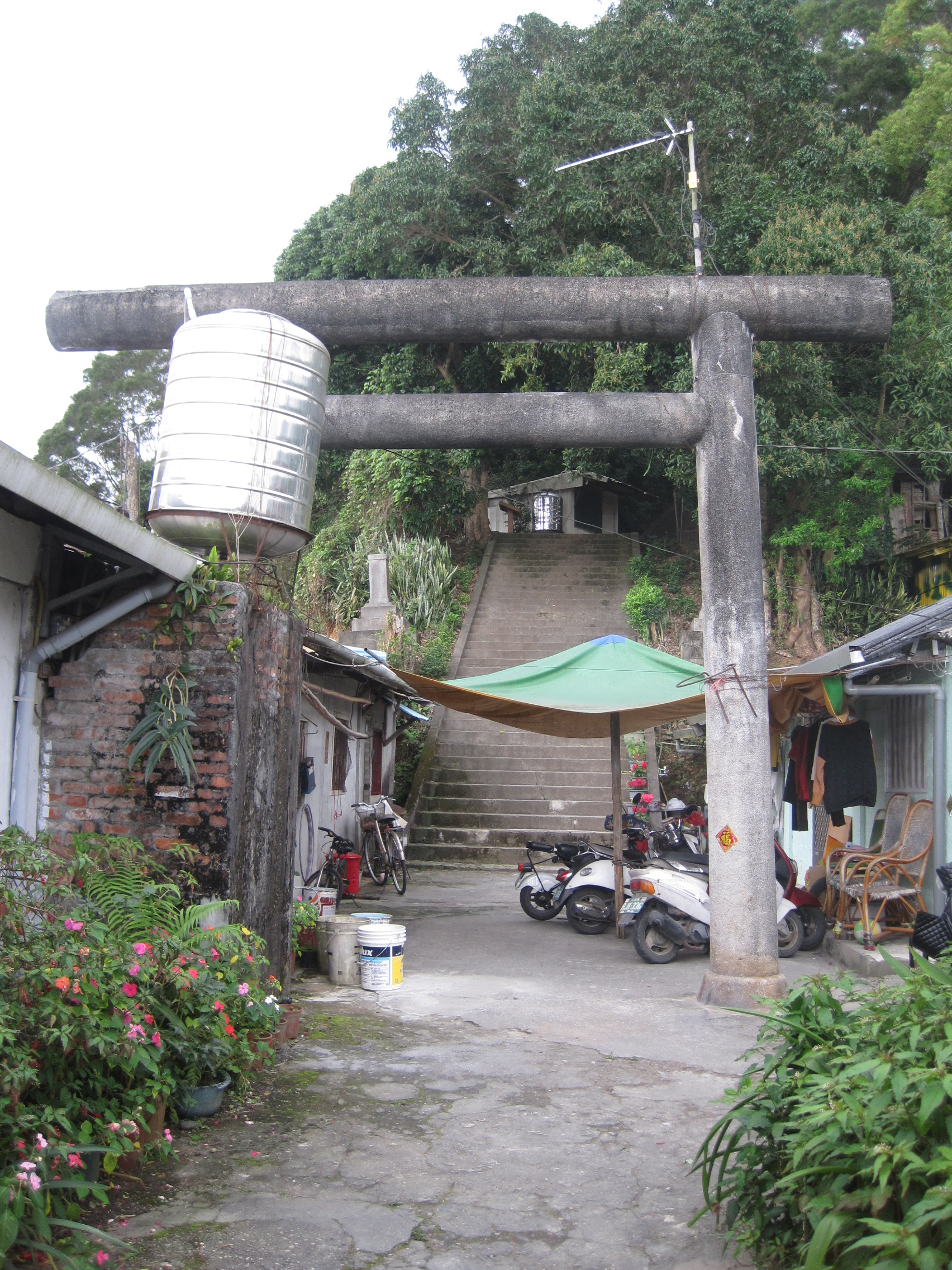
旧玉里社の一の鳥居

- 赤柯山（中国語版）
- 玉山国家公園
- 八通関古道
- 安通温泉
- 長良連家古厝
- 玉里協天宮（中国語版）
- 玉里社
- 安通越嶺古道（中国語版）
- 弥陀寺
- 玉里夜市